# باري فان ديك
باري فـان ديك (بالإنجليزية: Barry Van Dyke)‏ هو كاتب سيناريو وممثل أمريكي، ولد في 31 يوليو 1951 في أتلانتا في الولايات المتحدة.

## أعمال

### مسلسلات
- موردر

## وصلات خارجية
- باري فـان ديك على موقع IMDb (الإنجليزية)
- باري فـان ديك على موقع ألو سيني (الفرنسية)
- باري فـان ديك على موقع أول موفي (الإنجليزية)
- باري فـان ديك على موقع قاعدة بيانات الأفلام السويدية (السويدية)
- باري فـان ديك على موقع إن إن دي بي (الإنجليزية)
- باري فـان ديك على موقع قاعدة بيانات الفيلم (الإنجليزية)
- باري فـان ديك على موقع كينوبويسك (الروسية)